# Wappen von Borkum (schip, 1976)
De Wappen von Borkum' is een passagiersschip van rederij AG Ems, dat tussen Emden, Borkum en Delfzijl ingezet wordt.
Eind jaren zeventig werden met het schip proefvaarten gemaakt tussen Harlesiel en Wangerooge, waarna besloten werd het niet op deze route in te zetten. Tussen 1988 en 1994 werd het schip in het Finse Oulu ingezet. Sinds 2005 vaart het in lijndienst tussen de plaatsen Emden - Delfzijl - Borkum.

## Weblinks
- Homepage der AG EMS met informatie over het schip
- Info over het schip en eilandvaarten

Groningerland · Münsterland · Nordlicht · Ostfriesland · Wappen von Borkum · Westfalen